# Marguerite Barankitse
Marguerite Barankitse   (Ruyigi, 1957) és una militant humanitària burundesa consagrada a la millora del benestar dels nens i a la lluita contra la discriminació ètnica. Després d'haver salvat 25 nens d'una massacre de la qual havia estat testimoni en el moment dels conflictes tràgics entre Hutus i Tutsis a Burundi l'any 1993, Marguerite Barankitse va decidir de crear la Casa Shalom, un refugi per ajudar els nens amb necessitats i donar-los accés a les cures de salut i a l'educació. Sovint ha estat anomenada l'àngel de Burundi.
Al cap de 22 anys, la Casa Shalom ha esdevingut un vast complex d'escoles, d'hospitals i d'una xarxa de cures amb l'objectiu de millorar la vida dels nens de Burundi gràcies a un desenvolupament integrat i mantingut, i pretenent instaurar una pau duradora al seu país.
Tanmateix, l'any 2015, Barankitse ha estat forçada a fugir el seu país i de tot allò amb què havia treballat, després que Burundi es precipités en una crisi política. Decidí llavors consagrar tota l'energia a ajudar els refugiats burundesos als països veïns. Com diu habitualment, la seva visió és instal·lar la dignitat en els refugiats i permetre'ls mantenir els seus somnis en vida. Ha rebut molts premis que han reconegut la seva tasca.

## Biografia

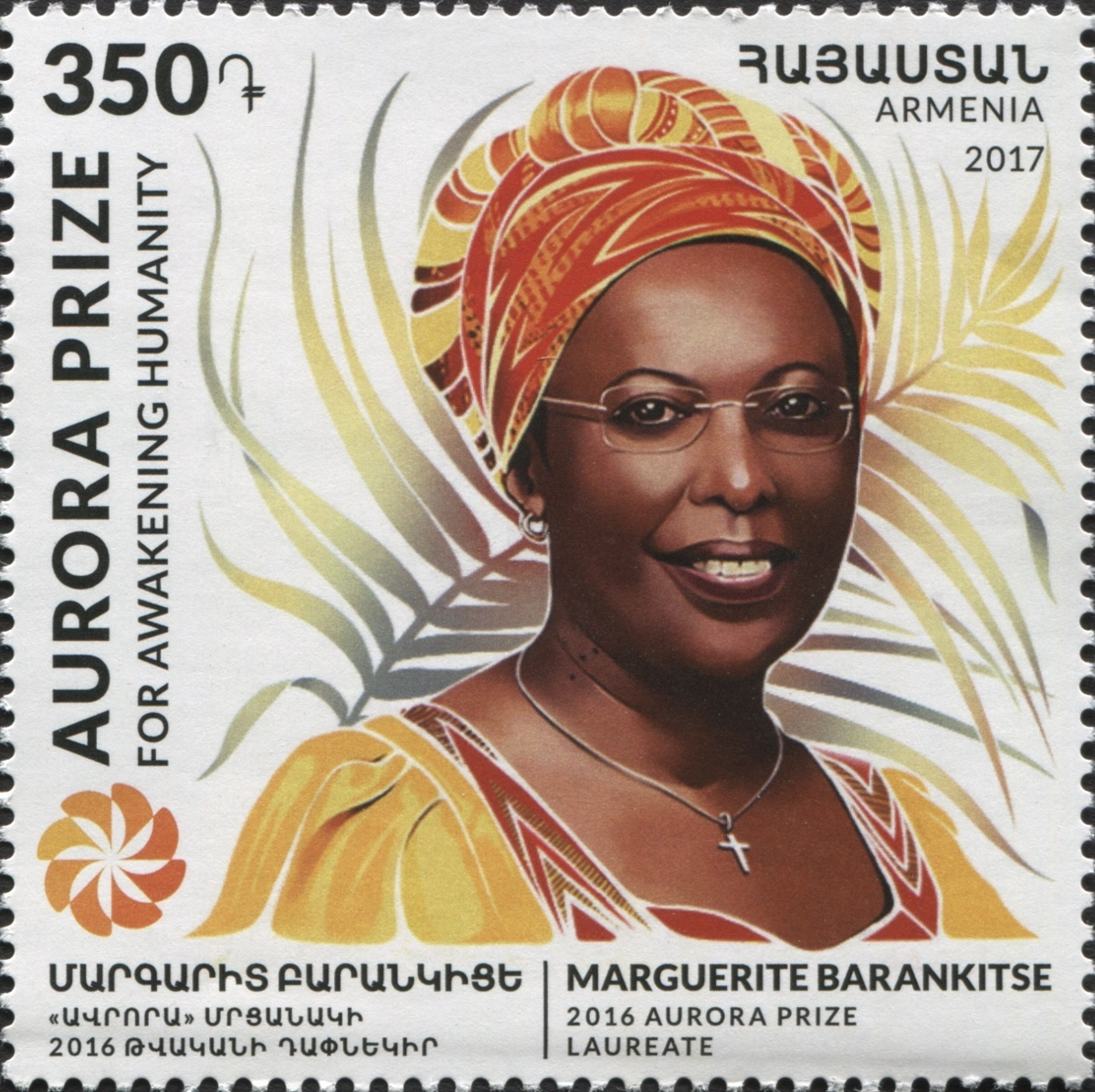
La imatge de Marguerite Barankitse en un segell armeni l'any 2017

Després que el seu pare, Michel Barankitse, morís l'any 1962, el seu avi demanà llavors a la mare de Marguerite de reemplaçar el patronímic dels seus dos fills pel del pare mort. Així, deixà de dir-se Habonimana («Déu que vetlla», en kirundi), i el seu cognom esdevingué Barankitse («se'm vol», en kirundi).
A l'escola primària obtingué bons resultats, la qual cosa li va permetre prosseguir els estudis. De 1970 a 1976 estudià interna a l'institut de Bujumbura. Marguerite Barankitse començà l'any 1979 la seva carrera de professora de francès a l'escola secundària de Ruyigi.
Padrina de Chloé, l'adoptà a la mort de la seva mare l'any 1981. El mateix any marxà al seminari de Lourdes per tal de seguir una formació. En tornar a Ruyigi l'any 1983 reprengué l'ensenyament. Indignada pel fet que excel·lents alumnes hutus fossin rebutjats a les classes superiors, Maggy Barankitse reclamà els mateixos drets en l'ensenyament per a tots. Suspesa de les seves funcions, feu una denúncia contra l'Estat. L'any 1986 guanyà el procés. Acollí a casa seva els orfes tant Tutsis com Hutus; fou considerada llavors «traïdora».
Titular d'una borsa d'estudi, marxà l'any 1988 a Fribourg, a l'escola Benedict, per seguir estudis d'administració fins a l'any 1990, i tornar a Ruyigi l'any 1991 com a secretària del bisbat. Interrompé els estudis durant sis mesos per acompanyar la seva mare, greument malalta, que moriria l'any 1989.
El matí del diumenge 24 d'octubre de 1993 començà la guerra civil burundesa. Ocupada a preparar la missa, Marguerite Barankitse veié com els assaltants entraven al bisbat. Presencià múltiples assassinats, alguns dels quals d'amics pròxims, i va veure el bisbat en flames. Algunes hores més tard, extingit el foc, buscà un refugi per a 25 nens supervivents i ella mateixa. I el trobà a casa d'un treballador humanitari, Martin Novak. S'hi quedaran set mesos. Algun temps després de la matança, Maggy, amb l'ajuda del vicari i de presoners, enterrà els setanta-dos cossos a prop del bisbat.
El dimarts 26 d'octubre de 1993, tots els treballadors humanitaris van ser desallotjats en helicòpter. Maggy Barankitse rebutjà la invitació de marxar. Aquell mateix dia recollia Aline, òrfena Tutsi de 5 anys, única supervivent de la seva família, malferida al rostre i sobre tot al cos.
S'organitzà progressivament un comitè provincial compost de Tutsis i de Hutus, que es reunia diàriament. En col·laboració amb el despatx de desenvolupament diocesà i els cooperants humanitaris, es posaren en marxa les distribucions d'aliments.
Al febrer de 1994 testificà davant de la brigada de Ruyigi, i altre cop, al juny 1994, al tribunal de Gitega, havent redactat prèviament el seu testament. Assenyalà una altra vegada els assassins, i tot seguit fou atacada al llindar de la porta de casa seva amb una pluja de pedres. Impotent davant de les massacres, creà llavors l'organització no governamental «Casa Shalom», destinada a acollir i protegir els orfes de guerra.
Amenaçada, es va veure forçada a fugir el país l'any 2015. Continuà tanmateix la seva acció des de Bèlgica a favor dels nens burundesos i dels països veïns, sobretot a Ruanda.

## La Casa Shalom
Amb l'ajuda d'amics europeus i burundesos, organitzà una xarxa que aconseguí ajudar un nombre cada vegada més gran de nens. Al maig de 1994, el bisbe de Ruyigi prestà una escola que seria transformada en el refugi per a nens «casa Shalom». Obrí a continuació altres centres per a nens: l'any 2016, el Centre Comunitari Oasi de Pau, a Gisuru, per als alumnes, per oferir un suport psicosocial a les víctimes de tortura i de violació i posar en marxa activitats de desenvolupament durable en àmbits com els de la salut, l'educació, la formació professional, la cultura. I la «Casa de la Pau», a Butezi.

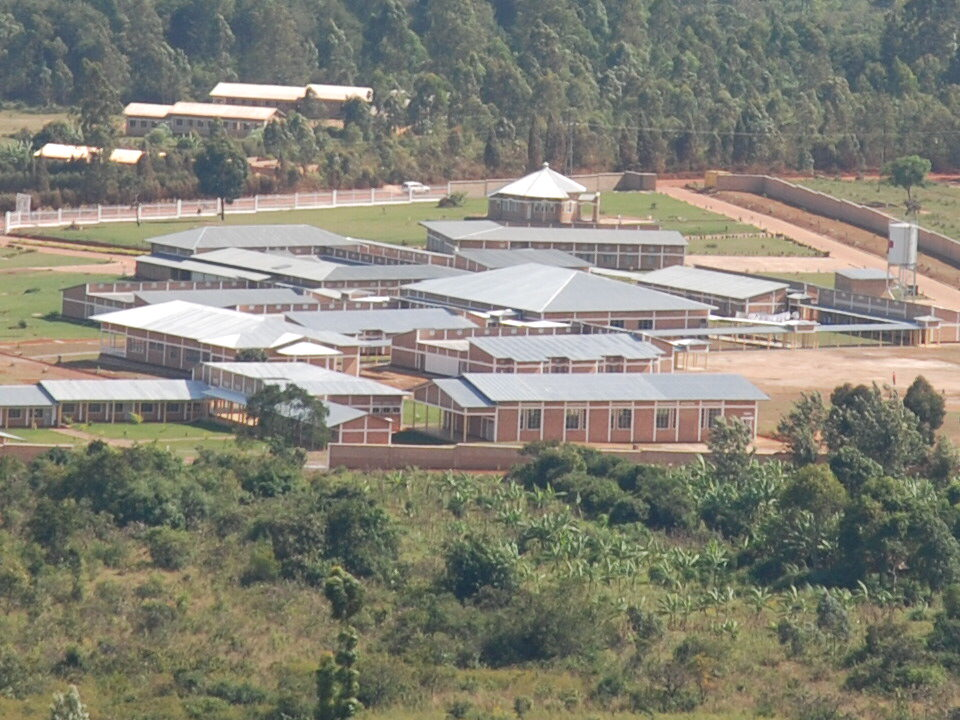
L'hospital de la Maison Shalom a Burundi

Barankitse mobilitzà patrons, i fins i tot l'exèrcit belga, per construir un hospital amb ambulatori, consultes, quiròfan, pavellons per a convalescents. L'establiment no és reservat només als orfes, sinó que és obert a tothom. Chloé és la filla que adoptà Maggy quan tenia 16 anys. El 2005, Chloé va obtenir el títol de metge a Itàlia i es va dedicar a l'hospital «Casa Shalom».
L'any 2014 s'estimà en 20.000 el nombre de nens que es van beneficiar directament o indirectament de la seva ajuda.
Acusada d'insurrecció, el ministeri burundés de l'Interior va prohibir les activitats de les organitzacions de la societat civil burundesa així com la de la Casa Shalom.

## Distincions
L'extensió de la seva acció, així com el fet que acull els nens independentment del seu origen Tutsi, Hutu o Twa, li han valgut un immens reconeixement del món sencer:
- L'any 1998, Premi dels Drets de l'Home, concedit pel govern francès en el marc de les cerimònies de la celebració del 50è aniversari de la declaració universal dels drets de l'home.[17]
- El 28 de febrer de 2000, obtingué el trofeu del coratge concedit per la revista Àfrica Internacional.[18]
- El juny de 2000, rebé el premi Shalom de justícia i pau a Eichstätt.[19]
- L'any 2000, Premi Nord-Sud del Consell d'Europa al mateix temps que l'expresident de Portugal Mário Soares[20]
- Al febrer de 2001, Premi de solidaritat de la ciutat de Bremen a Alemanya.[21]
- El 18 de març de 2003, rebé el segon premi de Juan María Bandrés; premi de la defensa del dret d'asil i la solidaritat amb els refugiats a Madrid a Espanya.[22]
- El 23 d'abril de 2003, Premi mundial dels nens, de mans de la reina Silvia de Suècia.[23][24]
- El 2 de febrer de 2004 fou nomenada doctora honoris causa de la universitat catòlica de Louvain.[25]
- Al maig de 2004, el Franklin Eleanor Roosevelt Institute li concedí el Premi Four Freedom, atorgat igualment a Koffi Annan, Secretari de les Nacions Unides, per la tasca de protecció dels drets dels nens.[26]
- El juny de 2004, el Premi Voices of Coratge, de la Women's Comissió for Women and Children als Estats Units.
- El 30 d'abril de 2005 obtingué la distinció Nansen per als refugiats per l'Alt Comissariat de les Nacions Unides per als Refugiats (UNHCR).
- Al novembre de 2005, Premi Madame Figaro.
- Al desembre de 2006, Premi de Terra dels Homes Galicia.
- El 30 de setembre de 2007, Premi internacional "Ator pal mont" sobre la migració femenina a Itàlia.[27]
- El 18 de novembre de 2008, Opus Prize concedit als Estats Units per la Universitat de Seattle i per la fundació Opus Prize.[28]
- El 27 de febrer de 2009 fou nomenada Cavaller de la Legió d'honor per Rama Yade.[29]
- El 19 de novembre de 2009, Premis The Guardian en desenvolupament internacional 2009.[30]
- El 30 de gener de 2010, Premi Frederic II concedit pel municipi d'Andria (Itàlia).[31]
- El 29 de setembre de 2011, Doctora honoris causa de la Universitat catòlica de Lille.[32]
- El 24 de novembre de 2011 Marguerite Barankitse rebé de mans de Kofi Annan el Premi per a la prevenció dels conflictes[33] concedit anualment per la Fundació Chirac,[34] creada per l'antic cap d'estat francès Jacques Chirac, per obrar a favor de la pau al món.
- El 24 d'abril de 24 Marguerite Barankitse rebé de mans de George Clooney a Erevan (Arménie) el primer premi Aurora per al despertar de la humanitat, concedit als supervivents del genocidi armeni.[35]